# Saint-Front-de-Pradoux
Saint-Front-de-Pradoux è un comune francese di 1 128 abitanti situato nel dipartimento della Dordogna nella regione della Nuova Aquitania.

## Società

### Evoluzione demografica
Abitanti censiti